# Simsimiyya

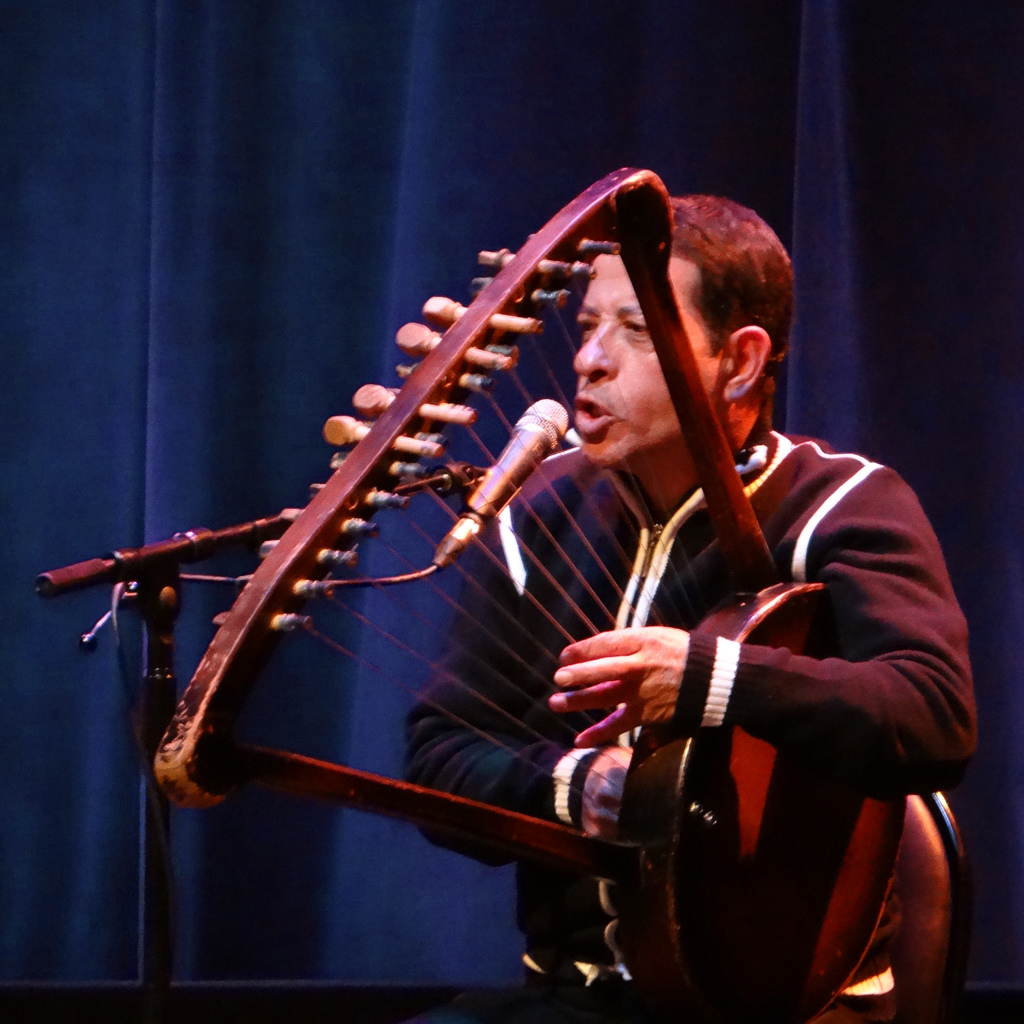
Simsimiyya mit 14 Saiten. Ein Musikers des Orchesters El Tanbura aus Port Said, 2012.

Simsimiyya, auch semsemiya (arabisch سمسمية, DMG simsimīya), ist eine Leier, die in der volkstümlichen arabischen Musik von der Sinai-Halbinsel im Norden entlang der Küste des Roten Meeres bis in den Jemen und noch (selten) auf Sansibar gespielt wird. Das Zupfinstrument mit fünf oder mehr Saiten begleitet die traditionellen Lieder von Geschichtenerzählern der Beduinen, außerdem wird es zusammen mit anderen Melodieinstrumenten in der lebhaften Tanzmusik der Hafenstädte, besonders in Port Said eingesetzt.

## Herkunft und Verbreitung
Leiern haben ihren Ursprung bei den Sumerern in Mesopotamien, von wo sie sich nach Westen bis in den Mittelmeerraum ausgebreitet haben. Die bekannteste Leier in Palästina ist der im Alten Testament erwähnte kinnor. Ab Anfang des 2. Jahrtausend v. Chr. wurden Kastenleiern auf Wandbildern in altägyptischen Felsgräbern dargestellt. Spätestens in den ersten Jahrhunderten n. Chr. gelangten Leiern von Ägypten am Nil aufwärts nach Nubien, wo bis heute die fünf- oder sechssaitige Leier tanbūra (nubisch kisir) zu den beliebtesten Musikinstrumenten gehört. Bis zum 4. Jahrhundert war die Leier ins Aksumitische Reich gekommen. Die Tradition der in Äthiopien zur Unterhaltung eingesetzten Kastenleier krar und der religiösen Anlässen vorbehaltenen beganna wird auf diese Zeit zurückgeführt. Der südlichste Verbreitungsschwerpunkt der afrikanischen Leiern ist Westkenia und Uganda.  Eine sechs Zentimeter hohe sitzenden Bronzefigur mit Leier aus dem 1./2. Jahrhundert n. Chr. im Jemen gehört zu den wenigen Fundstücken aus sabäischer Zeit, die zeigen, dass die Leier im vorislamischen Arabien am Roten Meer bekannt war.
Seit der islamischen Zeit spielten Leiern in der klassischen arabischen Musik nur eine geringe Rolle. Bis ins 10. Jahrhundert ist in Ägypten die Leier miʿzaf belegt. Noch im 11. Jahrhundert, zur Zeit der Fatimiden-Dynastie, gab es in Ägypten Leiern, später lässt sich ihre ursprüngliche arabische Bezeichnung al-kinnāra (abgeleitet von kinnor) nicht mehr von den gleichnamigen Lauteninstrumenten und Trommeln unterscheiden. Arabische Leiern haben sich regional in der Volksmusik  erhalten, die tambūra wird bis an den Persischen Golf und im südlichen Irak von Nachfahren ehemaliger schwarzer Sklaven bei Zeremonien verwendet. Im Vergleich zur tambūra ist die simsimiyya etwas eleganter, aufwendiger konstruiert. Möglicherweise ist der Name daher von simsim (arabisch „Sesam“) abgeleitet, was in der ägyptischen Umgangssprache „fein, wohlgeformt“ bedeutet.

## Bauform

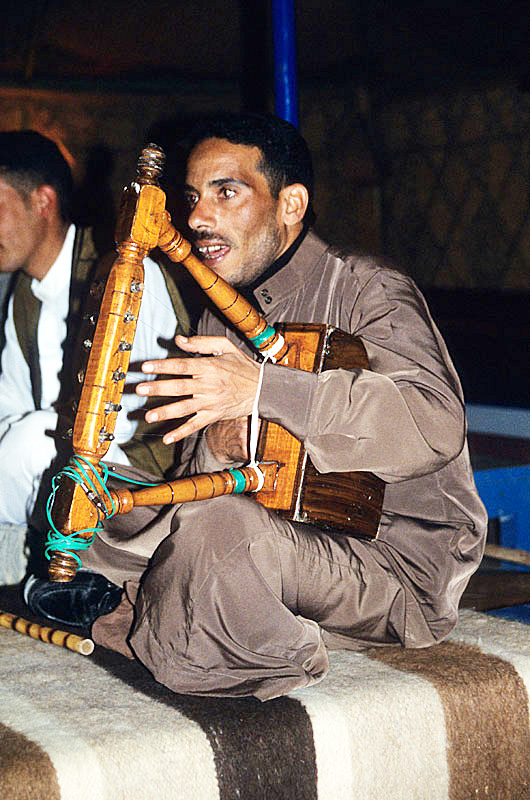
Simsimiyya mit sechs Saiten. Ein Musiker aus al-Bawiti in der Oase Bahariyya, 2006.

Die Bezeichnung simsimiyya gilt für Leiern ohne eine genau festgelegte Bauweise, die in der genannten Region und in den entsprechenden Musikstilen gespielt werden. Nach der Form des Resonanzkörpers lassen sie sich den Schalen- oder Kastenleiern zuordnen. Die Schalenleiern bestehen aus einem flach gerundeten Holzkorpus, dessen Decke im Unterschied zu allen anderen arabischen und afrikanischen Leiern nicht aus einer Tierhaut, sondern aus einem Holzbrett besteht. Bei trapezförmigen Kastenleiern sind Boden, Seitenteile und auch die Decke aus Brettern zusammengeleimt. Simsimiyya mit einem Korpus aus einem Blechkanister, wie in Saudi-Arabien üblich, sind mit Haut überzogen. Während die tambūra einen dreieckigen, weit ausladenden Rahmen aus runden Holzstäben besitzt und im Sitzen gespielt wird, ist der Rahmen der simsimiyya etwas kleiner und trapezförmig. Die simsimiyya kann daher auch in senkrechter Position mit der linken Hand am unteren Jocharm gehalten und im Stehen gespielt werden. Die üblicherweise fünf, speziell im südlichen Jemen sechs Drahtsaiten werden durch moderne Metallwirbel an der Querstange gestimmt. Sie verlaufen über einen brückenförmigen Steg, der im unteren Drittel auf der Decke steht, bis zur Unterseite des Korpus.
Die Saiten werden mit einem Plektrum in der rechten Hand entweder einzeln gezupft oder in Sitzposition nach der seit der Antike gebräuchlichen Methode alle zusammen angeschlagen (bei der Gitarre englisch strumming genannt). Saiten, die nicht erklingen sollen, werden mit den Fingern der linken Hand von der anderen Seite abgedeckt. Der Ton schwingt wenig nach und ist je nach Bauweise metallisch klar oder etwas dumpf. Die Stimmung der fünf Saiten in Suez lautet #f1 – e1 – #d1 – #c1 – b. 
Manche ägyptische Leiern werden seit etwa 1980 in Port Said und Suez mit bis zu 16 Saiten ausgestattet, um so mit einem größeren Tonumfang die Lieder beliebter arabischer Sänger wie Umm Kulthum oder Abdel Halim Hafez begleiten zu können. Eine 16-saitige simsimiyya könnte so gestimmt sein: drei Saiten in der tiefen Lage (qarār), sechs Saiten in mittlerer Lage (ʿādī), etwa entsprechend #g1 –#f1 – e1 – #d1 – #c1 – b. Die verbleibenden sieben Saiten in der hohen Lage (ǧawāb), bedeutet „Erwiderung“, bezogen auf die qarār-Saiten eine Oktave höher. Teilweise werden elektrische Tonabnehmer angeschlossen.

## Spielweise
Vergleichbar mit der nubischen kisir und der äthiopischen krar wird die simsimiyya in Ägypten nur in der tanzbaren Unterhaltungsmusik und zur Liedbegleitung von Geschichtenerzählern gespielt und besitzt nicht die rituelle Bedeutung der tambūra und anderer Leiern. Die Erzählungen der Beduinen in der Sinai-Wüste werden von einem Sänger vorgetragen, der von einer simsimiyya und einem den Refrain singenden Chor begleitet wird. Für den Rhythmus sorgen Händeklatschen und dunkel tönende Ölfässer.
Im Jemen begleitete sich der poetische Sänger (mughannī) bis in die erste Hälfte des 20. Jahrhunderts auf dem Metallteller sahn nuhasi, der Blechdose tanak, der birnenförmigen Zupflaute qanbus oder – besonders in der Musikszene Adens – auf der simsimiyya. Mit zunehmender Verbreitung des Rundfunks begann die arabische Laute ʿūd allmählich alle anderen Begleitinstrumente zu ersetzen.
Die Geschichte der heutigen Unterhaltungsmusik der ägyptischen Hafenstädte Port Said und Ismailia begann vor der Eröffnung des Sueskanals 1869. In das 1859 neu gegründete Port Said zogen Arbeiter aus Oberägypten, Nubien, Äthiopien und anderen Gegenden am Roten Meer, um beim Bau des Kanals mitzuwirken. Die unterschiedlichen Bevölkerungsgruppen entwickelten einen eigenen, ḍamma („Vereinigung, Angliederung“) genannten Musikstil, bei dem ein Sänger ein beliebiges bekanntes Lied (uġniyya) vorträgt, worauf weitere Sänger mit teilweise improvisierten Liedern (ǧawāb) antworten, die in Melodie oder Text dazu passen müssen. Ḍamma bezeichnet nicht nur den Stil, sondern auch die Musiker und die Aufführungspraxis. Die simsimiyya war das typische Begleitinstrument dieser Gesänge.
Besonders zur Unterhaltung der Hafenarbeiter und Seeleute entwickelten semiprofessionelle Straßenmusiker den Tanzmusikstil bambūṭiyya (bamboute), benannt nach dem Bumboot, einem kleinen Versorgungsschiff. Der bambūṭiyya wurde möglicherweise vom Charleston beeinflusst, der in den 1920er Jahren in Ägypten in Mode kam. Der Tänzer führt ähnliche, weit ausgreifende Beinbewegungen aus, schwingt mit den Hüften und ahmt mit den Armen verschiedene körperliche Tätigkeiten eines Hafenarbeiters nach. Bambūṭiyya, eine inhaltliche Kategorie der ḍamma-Lieder, hießen auch die fahrenden Händler, die auf kleinen Booten am Kanal die Lebensmittelversorgung sicherstellten. Die in den Kaffeehäusern am Hafen auftretenden Musikgruppen nannten sich suhbaǧiyya (von ṣahiba, „jemanden begleiten“). Der Musikstil erlebte den Höhepunkt seiner Popularität in der zweiten Hälfte des 19. Jahrhunderts.
Heute nennen sich die Musiker und Sänger dieser Liedtradition der ägyptischen Kanalstädte firaq (Sg. firqa). Ihre Begleitinstrumente der Tanzlieder sind neben der simsimiyya die Laute ʿūd, die einsaitige Fiedel rababa, gelegentlich die Längsflöte nay, mehrere Trommeln (allgemein ṭabl), darunter Tamburine (duff) oder Bechertrommeln (darbuka). Als Perkussionsinstrumente sind ebenso Blechtöpfe und Benzinkanister geeignet.
Auf der Insel Sansibar vor der tansanischen Küste werden neben dem höfischen Musikstil taarab die traditionellen Stile sambra und sharaha gepflegt, die ebenfalls arabischen Ursprungs sind. Für den Rhythmus sorgt bei beiden die kleine zweifellige Zylindertrommel mirwas (arabisch, Plural marāwīs). In der sambra-Musik ist das führende Melodieinstrument die simsimiyya (Kiswahili utari), in der sharaha-Musik ist es die Kegeloboe nzumari. Zumindest in den 1990er Jahren wurde die sambra-Musik noch vereinzelt gespielt.

## Diskografie
- Bedouin Jerry Can Band: Coffee Time. 30 IPS, 2007
- Ensemble Al-Tanburah (geleitet von Zakariya Ibrahim): Simsimiyya de Port-Said. Institut du Monde Arab, Paris 1999
- El Tanbura: Friends of Bamboute: 20th Anniversary Edition. 30 IPS, 2009